# Alcanfor (canción)
«Alcanfor» es una canción compuesta e interpretada por el músico argentino Luis Alberto Spinetta en el álbum Téster de violencia de 1988, octavo álbum solista y 21º en el que tiene participación decisiva. El tema fue compuesto en 1970, cuando Spinetta lideraba la banda Almendra, una de las que dieron inicio al "rock nacional" argentino.
El tema está ejecutado por Spinetta (guitarra, voz y programación), Carlos Alberto "Machi" Rufino (bajo), Juan Carlos "Mono" Fontana (teclados), Guillermo Arrom (primera guitarra), Jota Morelli (batería).

## Contexto
Spinetta venía de realizar su álbum doble junto a Fito Páez La, la, la y de sufrir que durante los recitales de presentación del álbum fueran asesinadas "las madres" de Fito Páez. Semejante situación impactó sobre la obra de ambos: mientras Fito Páez compuso y editó el álbum Ciudad de pobres corazones (1987), Spinetta por su parte expresó su dolor en Téster de violencia.
El contexto histórico de Argentina influía también en el estado emocional de Spinetta. A fines de 1983 la sociedad argentina había reconquistado la democracia y había enjuiciado y condenado a las juntas militares (1985) que cometieron crímenes de lesa humanidad durante la última dictadura. Pero en 1986 ese clima comenzó a enturbiarse cuando el Congreso sancionó la primera de las llamadas leyes de impunidad, seguida al año siguiente de la primera de las sublevaciones militares de carapintadas.

## El álbum
Téster de violencia es un álbum conceptual alrededor del tema de la violencia, que busca ir más allá de una mirada puramente moral y exterior sobre la violencia, para partir de los cuerpos de las personas, como campos en los que esa violencia actúa y a la vez es medida. Para Spinetta la violencia no es sólo "lo horrible", sino la vida misma, desde el hecho mismo de nacer y enfrentar la muerte.

La temática del cuerpo, eje central de Téster de violencia, resulta novedosa para alguien como Spinetta, que durante mucho tiempo le cantó al alma, e incluso bautizó a uno de sus mejores discos como Alma de diamante. Este cambio fue simétrico, además, al hecho de que el Flaco pasó de leer con devoción las obras de Antonin Artaud (para quien el cuerpo es la cárcel del alma) a los textos de Foucault (para quien el alma es la cárcel del cuerpo).
Eduardo Berti, Spineta: crónica e iluminaciones

En el álbum desempeña un papel especialmente importante el Mono Fontana, creador de todos los arreglos de teclados.

## El tema

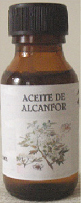
Su madre, a quien está dedicado el álbum, le colocaba de niño alcohol alcanforado para combatir las marcas dejadas por la varicela.

El tema es el décimo y último track (quinto del Lado 2) del LP original Téster de violencia, un álbum conceptual alrededor del tema de la violencia. En el CD lanzado en 1991 se incluyó un tema más, luego de "Alconfor" ("Parlante"). El tema fue compuesto en 1970, cuando Spinetta lideraba la banda Almendra, una de las que dieron inicio al "rock nacional" argentino.
La letra está relatada en tercera persona del plural ("ellos") y habla de haber sido atrapado, de ruinas que son cuerpos, barcos atrapados en las arenas y de "bloques y rayas que asaltan mi espacio":

Estas ruinas son
de estos mismos cuerpos
hoy las arenas
atrapan a los barcos.
"Alcanfor", Luis Alberto Spinetta

Spinetta se refirió al tema en sus conversación con Juan Carlos Diez registradas en Martropía:

Lo compuse en la época de Almendra II, toda una época de temas bien misteriosos. La letra de "Alcanfor" es una visión paranoica. No sé bien en qué estado mental me encontraba para escribir esa canción.
Luis Alberto Spinetta, Martropía

Almendra II estuvo muy influido por la psicodelia y el consumo de drogas. Sobre la influencia del consumo de drogas en Almendra II, Spinetta también se explayó con amplitud en las conversaciones que mantuvo con Diez, contando que el único miembro de la banda que tomaba LSD era él y que lo hacía movido por un sentido de exploración, búsqueda y superación de prejuicios:

- ¿Las experiencias con ácido lisérgico (LSD) influyeron en vos, en tus composiciones del segundo disco de Almendra?
Sí. Yo era el único que tomaba ácido y muchos temas del segundo disco los compuse así... En las fotos del interior de Almendra II, donde yo tenía puesta una vincha de cadenita en el pelo, que casi no se ve, bueno ahí estaba en "pepas" a lo bobo en plena grabación...  Las transformaciones se iban dando en mi porque acababa de abandonar la pubertad. Fue una etapa de cambio muy fuerte y estar en un grupo así, en ese mundo, me fue cambiando día a día. Yo salía del San Román (el colegio secundario) y Los Beatles eran mi modelo. Yo tenía una actitud de búsqueda, de buscar dentro de mi, no de drogón. Tenía fatos que me habían quedado de la religión, trabas de las que me pude desprender. Mal o bien me saqué varias capas de empapelados que tenía encima. No digo que llegué al fondo porque creo que a uno no le alcanza la vida para eso. Pero agradezco esas decisiones un poco incautas que tomé, aunque también reconozco que tuve un ángel que no me permitió caer en un verdadero peligro.
- Alguna vez viviste una situación de riesgo estando en ácido?
No. Nunca pasó nada grave. Iba a tocar en ácido pero seguía siendo bastante profesional, nadie se daba cuenta de nada. Nunca más en mi vida volví a tomar ácido. Era bastante riesgoso porque se te podía arruinar el balero tranquilamente. Y no se si no me lo arruinó.

El título de la canción se relaciona con su infancia y con su madre, Julia Ramírez, a quien el álbum está dedicado, debido a que cuando era niño su madre le aplicaba alcohol alcanforado para curarle las marcas producidas por la varicela.
La estrofa final ("bloques y rayas asaltan mi espacio") tiene que ver con sus miedos infantiles a las locomotoras y las grandes moles de cemento, como la del estadio Monumental de River Plate, que lo vivía como un asalto a su espacio personal. Cuando Juan Carlos Diez le pregunta en Martropía qué le sugería esa letra, Spinetta contestó:

Me da la sensación de que es un delirio, tal vez producto de mis sueños infantiles. El equilibrio de fuerzas, lo equidistante, el peso de una cosa enorme sobre otra ínfima. Obsesiones de mi niñez como el miedo a las locomotoras. En Núñez o en Belgrano yo temblaba cuando pasaba la locomotora, me sentía muy insignificante al lado del ruido, de esa cosa negra tirando vapor. Tenía la sensación de ser aplastado por el peso de esa masa de hierro imponente, terrible. O el estadio de River, por donde yo pasaba de chico y veía esa masa de cemento enorme. Son esas moles, esas presencias. Los “bloques y rayas” de la canción son cárceles, de alguna manera. Creo que hago referencia a esas imágenes por su sentido carcelario. “Asaltan mi espacio”, o sea me privan de mi libertad. “Pude ver cuando me guardaron, luego sentí como agua y el viaje empezó”... Así arranca la letra. No sé si se sitúa al nacer o todo lo contrario... Tenía esos terrores nocturnos bastante llamativos. Me despertaba casi sin perder el sueño y les decía a mis viejos que me iba a ir a vivir a un lugar muy lejano del mapa. Ellos no sabían qué hacer, pensaban que tenía algún problema. Me empezaron a poner ruda debajo de la almohada y con eso se me fue. Después experimenté la misma sensación al tener estados febriles. Eran esas mismas visiones. Me despertaba con la ansiedad de la pesadilla, de ver enormes bloques macizos que avanzaban como obstruyendo el espacio. Era imposible respirar ante ese tamaño. Muchas veces de chico tenía la obsesión de estar en Nueva York y que la magnitud de los edificios me mataba. Esa inmensidad monstruosa era abrumadora. Esos son los “barcos desarmados” (letra de «Domo tu») y los enormes bloques de algo que no se sabe muy bien qué son. Son obsesiones, tronaduras.
Luis Alberto Spinetta, Martropía

Luego de esa devolución Spinetta continuó asociando la letra de «Alcanfor» con otras canciones que buscan describir las mismas sensaciones y "visiones", como «Domo tu» (Pelusón of milk), «La abeja reina» (Kamikaze) y «Organismo en el aire» (Téster de violencia). Para Spinetta lo que provocaba esas visiones era "ese organismo en el aire", al que también asociaba con los libros de Castaneda y "la otra realidad":

Yo creo que el que provoca esas visiones es ese organismo en el aire. Es ver siempre eso y entonces rondar y decir algo acerca de eso. En realidad son juegos mentales. Si vos estás jugando ese juego, en tu mente existen las nociones de haber visto algo inconfesable que no se refiere a cosas de la tierra. Pienso que todos tenemos esas visiones de un universo que no comprendemos. Puede ser un reflejo del que vemos, pero es un extremo de la mente el que puede elaborar esa idea. Y si te gusta escribir, sabés a lo que me refiero. Debe de ser como las constelaciones, que son pavorosas si te ponés a pensar. Ese organismo es el que debe provocar que la cabeza elabore fantasías para allanar las visiones.
Luis Alberto Spinetta, Martropía